# Friendly épület
A Friendly épület (angolul: Friendly Hall) az Oregoni Egyetem 1893-ban épült létesítménye az Amerikai Egyesült Államok Oregon államának Eugene városában. Névadója Samson Friendly, Eugene egykori polgármestere és az egyetemet megalapító Union University Association tagja.

## Története
A Jakab-stílusú létesítményt a Whidden & Lewis tervezte. Eredetileg az északi szárnyban férfi, a déliben női kollégium, míg középen étkező volt, majd egy év elteltével csak férfi hallgatók lakták. 1928-ban a kollégiumot átköltöztették az új Straub épületbe, a Friendlyben pedig irodákat alakítottak ki. A létesítményt 1914-ben, 1920-ban, 1933-ban és 1957-ben felújították, 1961-ben pedig huszonhét új irodát alakítottak ki. Az Újlatin Nyelvek Tanszéke használja.
2010-ben felújították.

## Fordítás
- Ez a szócikk részben vagy egészben  a   Friendly Hall című angol Wikipédia-szócikk ezen változatának fordításán alapul.  Az eredeti cikk szerkesztőit annak laptörténete sorolja fel. Ez a jelzés csupán a megfogalmazás eredetét és a szerzői jogokat jelzi, nem szolgál a cikkben szereplő információk forrásmegjelöléseként.